# 本城 (成田市)
本城（ほんじょう）は、千葉県成田市の大字。郵便番号は286-0114。

## 地理
成田市の南東部に位置し、遠山地区に所属する。
周辺の三里塚、南三里塚、岩山（芝山町）、御料、根木名（富里市）、西三里塚と隣接する。
大字の由来は、当地を開発した先人が自身の「本当の根城」にすることを意識した事に由来する。
住宅地が広がる、市街化区域である。

## 世帯数と人口
2017年（平成29年）10月31日現在の世帯数と人口は以下の通りである。
| 大字 | 世帯数    | 人口    |
| ---- | --------- | ------- |
| 本城 | 1,616世帯 | 3,472人 |

## 小・中学校の学区
市立小・中学校に通う場合、学区は以下の通りとなる。
| 地域 | 小学校             | 中学校             |
| ---- | ------------------ | ------------------ |
| 全域 | 成田市立本城小学校 | 成田市立遠山中学校 |

## 施設

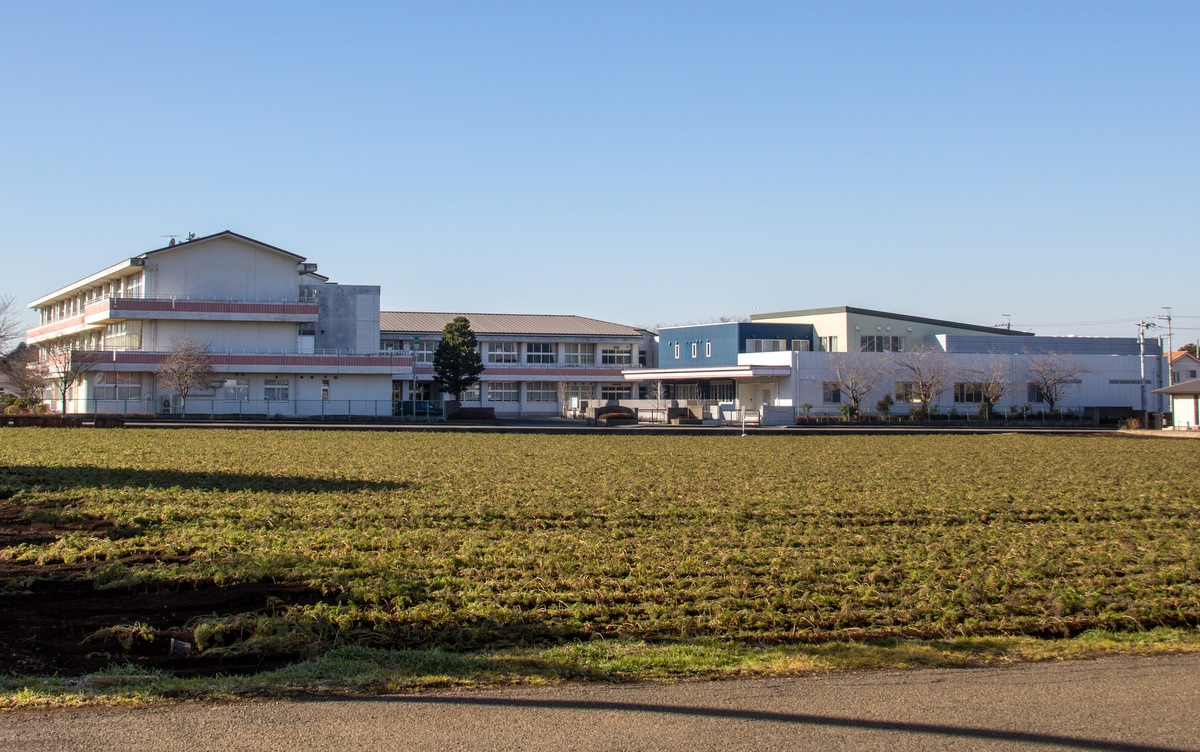
成田市立本城小学校

遠山スポーツ広場

- 成田市立本城小学校
- 遠山スポーツ広場

## 交通

### 道路
- 千葉県道43号八街三里塚線（三里塚、御料方面）

### バス
- 千葉交通・本城台線 - 京成成田駅～プロロジス成田１
  - （三里塚コミュニティセンター（西三里塚）） - 本城 - 本城台団地西 - 小牧第一児童公園 - 本城台共同利用施設 - 本城台団地入口 - 三里塚南 - （プロロジス成田１（南三里塚））
- 成田市コミュニティバス（千葉交通運行）遠山ルート - 南三里塚回転所～京成成田駅～保健福祉館
  - （三里塚コミュニティセンター（西三里塚）） - 本城 - （西三里塚共同利用施設（西三里塚））